# Список інцидентів з висотними об'єктами (2023)
Інциденти з висотними об'єктами, зокрема повітряними кулями — почались з лютого 2023 року, відбулись на території США, Європи, та Китаю.

## 29 січня

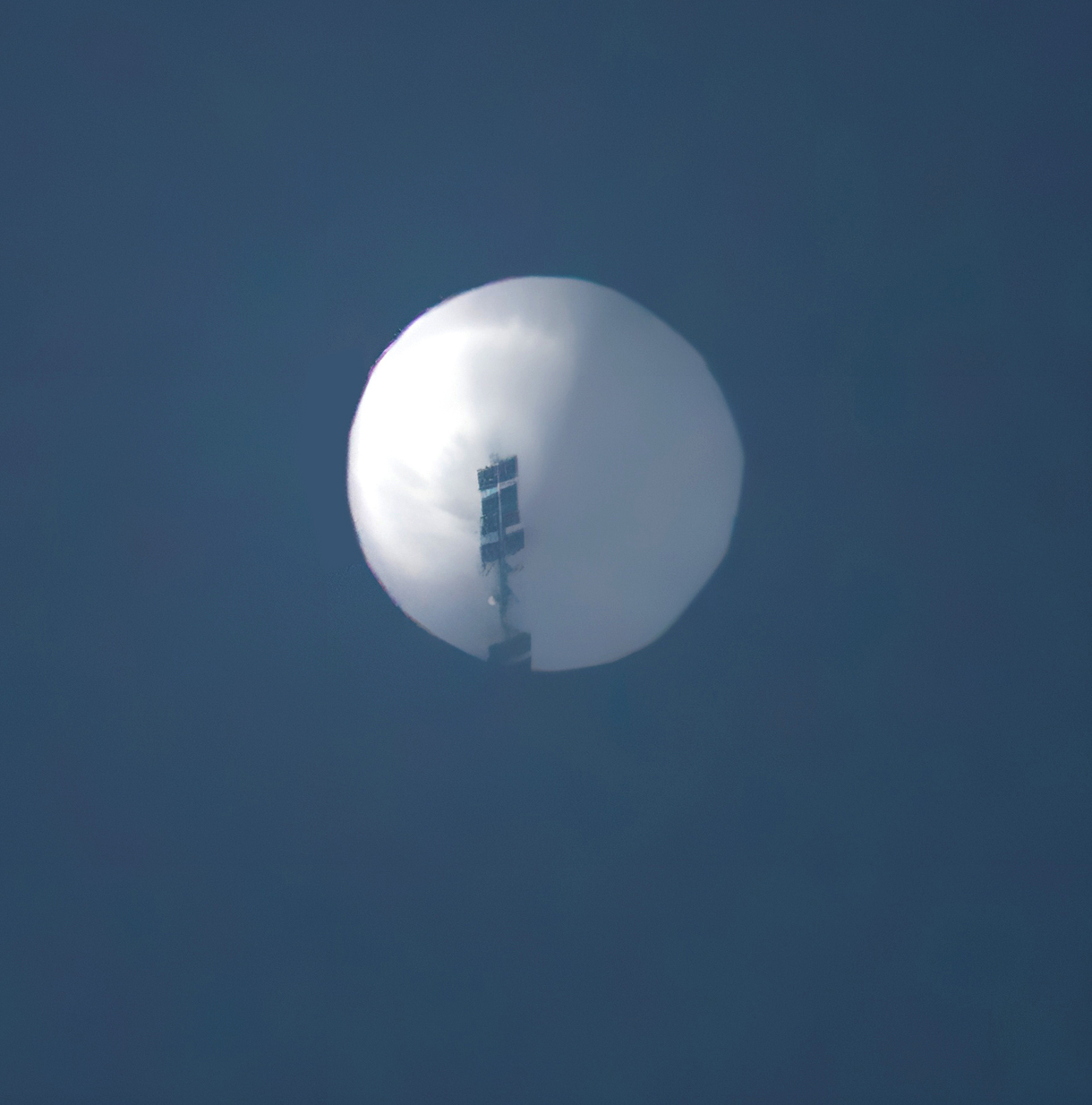
Китайська повітряна куля над США.

Китайська повітряна куля була помічена над штатом Айдахо, після чого це було негайно докладено до Джо Байдена. Перші знімки повітряної кулі з'явились 2 лютого.

## 2 лютого
Уряд Коста-Рики підтвердив, що в повітряну зону країни залетів невідомий повітряний об'єкт. З аналогічними заявленнями виступив уряд Венесуели.

## 3 лютого
Міністерство оборони США заявили про те, що були помічені китайські повітряні кулі над Латинською Америкою.
Повітряні Сили Колумбії супроводжували невідомий об'єкт над державою, який летів на висоті приблизно 55 000 футів.

## 4 лютого
Повітряні Сили США збили китайський аеростат, який був помічений 29 січня.

## 12 лютого
У ніч з 11 на 12 лютого Повітряні Сили Уругваю помітили в небі над провінцією Пайсанду невпізнані літаючі об'єкти, які світились яскравими вогниками.

## 13 лютого
Голова Повітряної-Космічної Оборони США Глен Ван Херк заявив, що США не відхиляють версію про «неземне походження» повітряних куль.
Повітряні Сили США збили чергову повітряну кулю поблизу озера Гурон. Офіційні лиця США заявили, що об'єкт мав восьмикутну форму.
Китайські ЗМІ повідомили, що Повітряні Сили КНР готуються збити невідомий повітряний об'єкт який наближається до їх території.

## 14 лютого
У повітряному просторі Румунії була помічена невідома повітряна куля, внаслідок чого в повітря були підняті румунські винищувачі.
Збройні Сили України збили російську повітряну кулю над своїм небом.

## 15 лютого
Повідомляється, що в небі над Україною знову помічені ворожі повітряні кулі.